# Tuollurivier
De Tuollurivier (Zweeds: Tuollujoki of Duollujohka) is een riviertje dat in de Zweedse gemeente Kiruna stroomt. De rivier verzorgt de afwatering van het moeras Tuollujänkkä/Tuolluvuoma met het daarin gelegen Tuollumeer. Het riviertje stroomt zuidoostwaarts om na circa 5 kilometer de Luossarivier in te stromen. Ze stroomt langs de woonwijk Tuolluvaara van Kiruna.
Afwatering: Tuollurivier → Luossarivier → Torne → Botnische Golf